# Supporters du Raja Club Athletic
Pour un article plus général, voir Raja Club Athletic.
 (juin 2021).
Les supporters du Raja Club Athletic (surnommés la Curva Sud Magana) sont les supporters du Raja de Casablanca, club fondée en 1949 à Casablanca.
Raja est considéré comme le club du peuple, d’où le tifo réalisé lors du derby de la saison 2008-2009 où il était écrit en latin et en lettres capitales « Vox Populi » (la Voix du peuple).
Le public du Raja est réputé pour sa ferveur dans les gradins et en dehors. La Curva Sud du Stade Mohammed-V connu sous le nom 'Magana', est le fief historique des supporters les plus fanatiques.

## Généralités

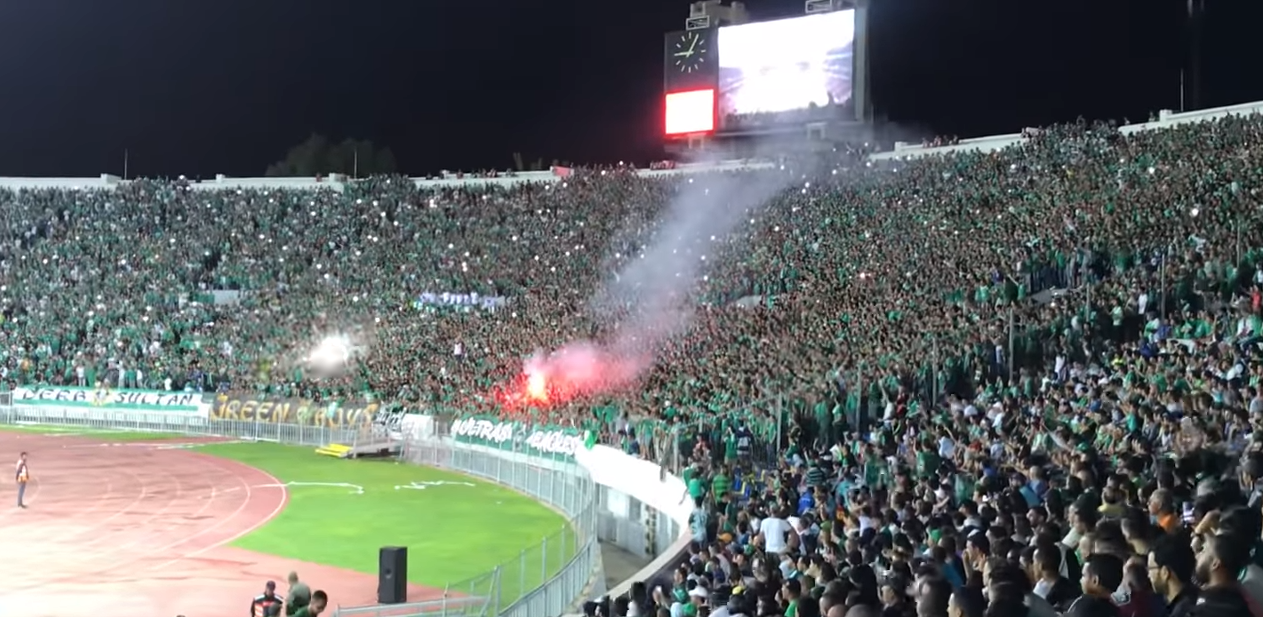
Le virage sud, emplacement historique des supporters (2018)

La partie sud du Stade-Mohammed V est réservée aux supporteurs du Raja CA. Parmi eux figurent les Green Boys et les Ultras Eagles, groupes Ultras qui se chargent de l'animation au stade ainsi que la conception et la préparation des tifos et chants, et qui se positionnent au niveau du virage sud.
Il existe également plusieurs associations de supporters qui œuvrent pour l'encadrement du public et la défense de leur club contre les contraintes qu'il peut subir.
Le nom 'Magana' signifie en dialecte marocain l'horloge, en référence à l'écran géant qui surplombait le Virage Sud. Ce virage était en fait le seul muni d'un tel écran, avant les travaux de rénovation qui ont équipé le virage nord d'un écran numérique en 2016.
En fonction de ses résultats et du calendrier de la saison régulière, le Stade Mohammed V connaît en moyenne entre 35 000 et 40 000 spectateurs[réf. souhaitée]. Mais ces chiffres sont fréquemment dépassés lors des rencontres importantes, en Ligue des champions notamment,.

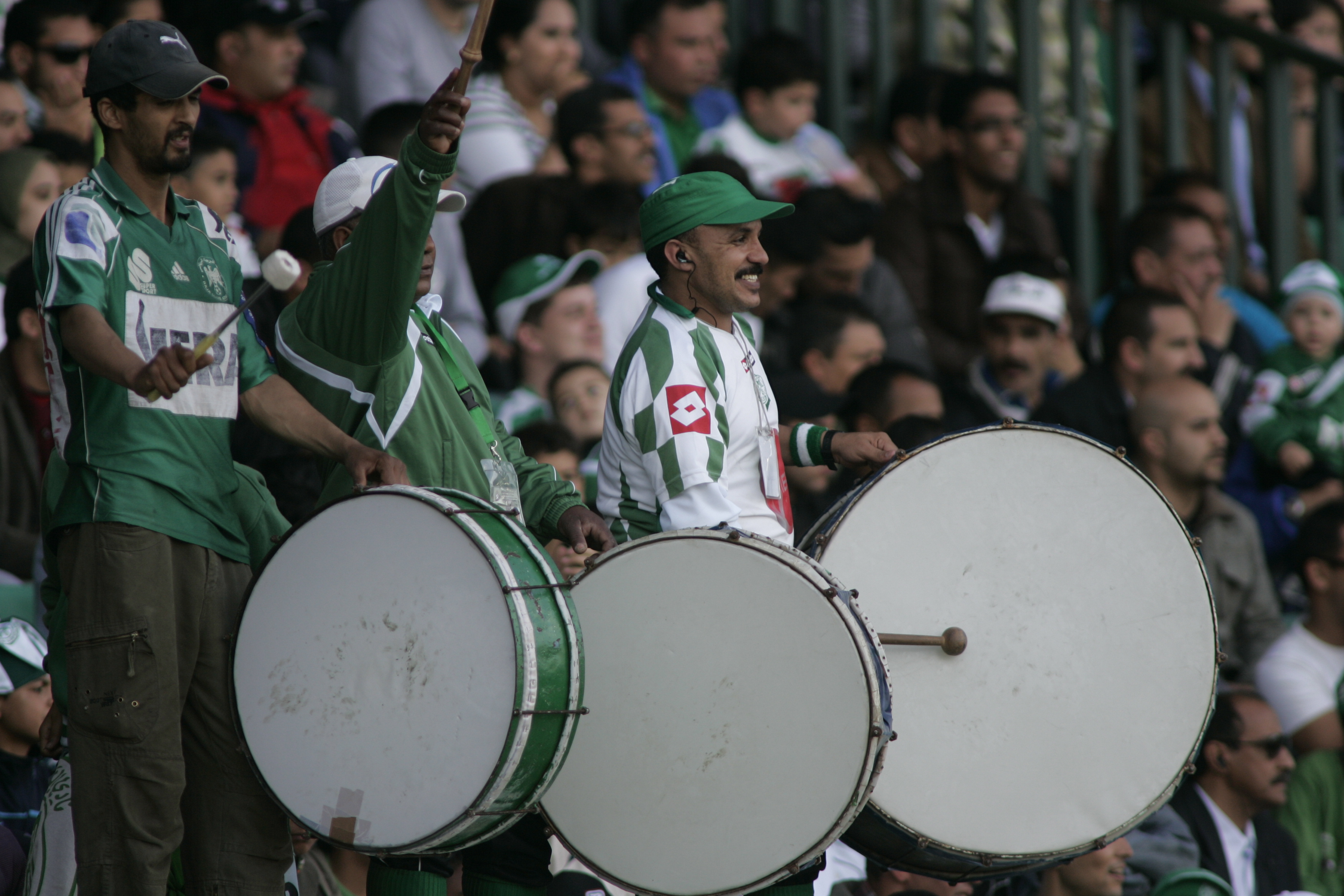
Des supporters Rajaouis en 2010

## Histoire

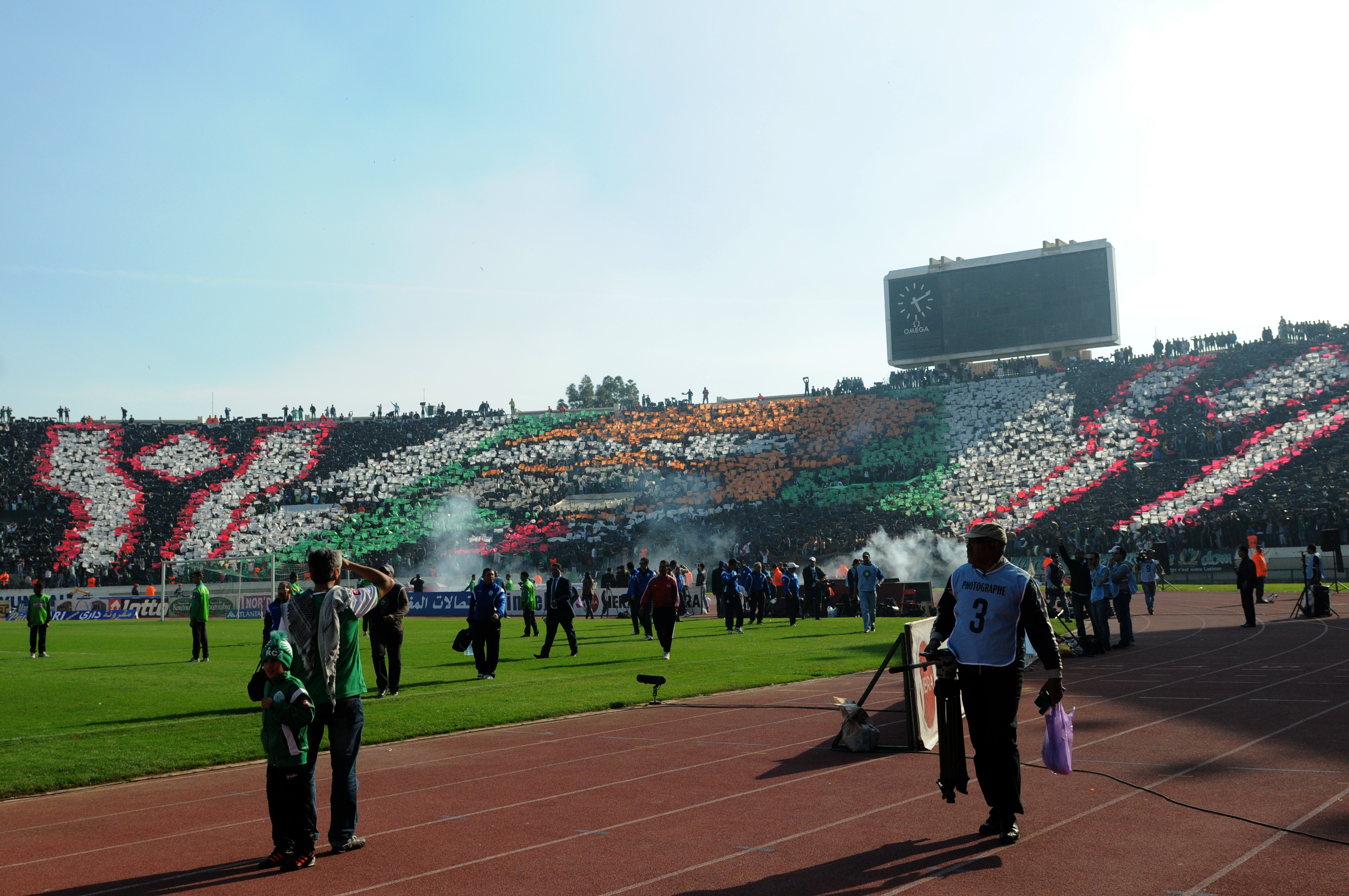
Tifo des Ultras Eagles, le 15/12/2012 lors du derby de Casablanca opposant le Wydad Atheltic Club

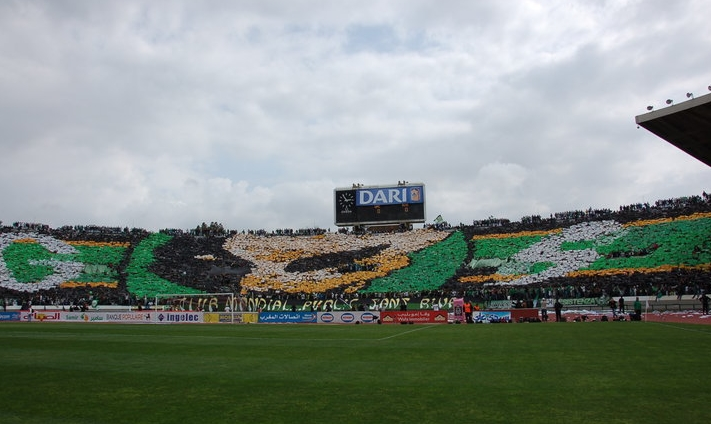
Derby de Casablanca (25 décembre 2010) : Tifo des Ultras Green Boys avec les initiales du groupe.

L'histoire du Raja Club Athletic débute au milieu du XXe siècle, au quartier populaire connu pour être le berceau de la résistance à cette époque, Derb Sultan, lorsqu'un groupe de nationalistes et syndicalistes marocains dont Mohamed Naoui, premier entraîneur de l'équipe et Mohamed Maâti Bouabid, futur premier ministre et ministre de la justice, perçoivent le football comme un instrument d’émancipation et de résistance face au colonisateur, et cherchent à s'inscrire parmi les clubs sportifs de Casablanca. Ils décident finalement le 20 mars 1949 de fonder leur club : le Raja Club Athletic.
Étant fondé et dirigé par des syndicalistes farouches, à l'image de Mohamed Maâti Bouabid et Mahjoub Ben Seddik, des intérêts politiques rentraient alors en jeu pour freiner l'ascension du club, comme le déclare l'ancien joueur du Raja Mohamed Abdelalim Bénini « La Fédération faisait tout pour que le Raja ne remporte pas le championnat, à chaque fois qu'on était bien classés, on nous créait des problèmes ».
Lors de la saison 1959-1960, une polémique éclate en fin de saison après que la Fédération royale marocaine de football décide de faire jouer un tournoi triangulaire entre les trois premières équipes du championnat ex æquo en termes de points et que le Raja avait la meilleure différence de buts. Le club refuse de participer en signe de protestation et le tournoi est transformé en un match finale opposant le FAR de Rabat et le KAC de Kénitra. Cette dernière gagne le match et remporte le titre de Champion du Maroc tandis que le Raja est classé troisième. Tous ces obstacles renforçaient les liens qu'avaient les supporters avec leur club, les poussant à se mobiliser et s'organiser afin de le protéger.
En 1956, le Père Jégo débarque au Raja pour occuper la fonction d'entraîneur pendant 11 ans, où il va façonner son identité footballistique. Inspiré du jeu latino-américain, il met en place un football résolument tourné vers le spectacle, faisant la part belle aux qualités techniques, plutôt qu'athlétiques ou tactiques. Un choix dûment motivé : « les capacités physiologiques des Marocains se rapprochent davantage de celles des Sud-américains que des Européens, il est donc plus logique de s'en inspirer », professait-il alors.
Le 28 juillet 1974 au Stade Mohamed V, la Raja triomphe face au Maghreb de Fès sur le but de Mohamed Laarabi et remporte le premier titre de son histoire, la Coupe du trône 1974.
Durant la fin des années 1980, le Raja remporte le championnat 1987-88 et la Coupe des clubs champions 1989 dès sa première participation. Le club change de statut et devient de plus en plus exigeant sur les résultats en combinant spectacle et victoire.
Cette évolution se répercutait chez les supporters, qui, dès le début des années 1990, ont commencé à s'organiser et à se regrouper sous le grand écran du Stade Mohammed V, la fameuse Magana, « le premier virage au Maroc » qui a connu et qui connaît toujours les plus fervents des supporters Rajaouis.
La clique Celtics a émergé comme un groupe de supporters passionnés du Raja Club Athletic au cours des années 2002-2005. Leur engagement fervent envers le club et leur énergie contagieuse ont été des éléments clés dans la création ultérieure des Ultras du Raja. En tant que précurseurs des ultras, les Celtics ont contribué à instaurer une culture de soutien fervent et de ferveur dans les tribunes, marquant ainsi une nouvelle ère dans l'histoire du Raja Club Athletic. Leur héritage perdure dans l'histoire riche et vibrante du club et continue d'inspirer les générations actuelles de supporters.
- Ultras Green Boys 2005, une branche particulièrement emblématique des supporters du Raja Club Athletic, ont été fondés en 2005 à Casablanca, au Maroc. Leur nom, faisant référence à l'année de leur création, symbolise à la fois leur histoire et leur engagement envers leur équipe bien-aimée. Depuis lors, ce groupe de supporters passionnés a été au cœur de la scène du supportérisme du football marocain, apportant une énergie indéniable à chaque match. Les Green Boys 2005 ont rapidement acquis une réputation pour leur dévotion inébranlable, leur créativité dans la conception de tifos et leur présence vibrante lors des cortèges et des déplacements. Leur héritage se perpétue à travers leur engagement continu envers le Raja Club Athletic, incarnant l'esprit de camaraderie, la fierté régionale et l'amour du football qui caractérisent le mouvement des Ultras au Maroc[4].

- Ultras Eagles, créé le Lundi 6 juin 2006. De jeunes rajaouis bourrés d’amour inconditionnel pour le Raja de Casablanca rejoignirent le groupe pour former une masse capable de s’imposer dans le virage. À la suite de plusieurs réunions le groupe se mit d’accord sur le logo et le slogan du groupe « L’art d’être Ultras ».

Toujours aussi organisé, toujours aussi présent, toujours aussi influent, de matchs en matchs les Ultras Eagles montraient au monde ce qu’est d’être un artiste dans ce monde Ultras. Il est clair que pendant les trois premières années les Eagles se sont démarqués par leurs messages. C’est d’ailleurs le principal outil qui pourrait refléter une mentalité (bien que ce ne soit pas le seul). Les messages Eagles sont généralement écrits d’une façon « Made In Eagles », où comme ils l'ont repris plus tard « J’écris ce que je pense et non ce qui plaît aux autres de voir ». Ils partent toujours sur un même principe : choisir le moyen le plus simple pour que le message arrive à destination. Sachant que dans ce monde un bout de tissu peut faire des carnages après-match face à un tifo qui aurait coûté un investissement financier conséquent.

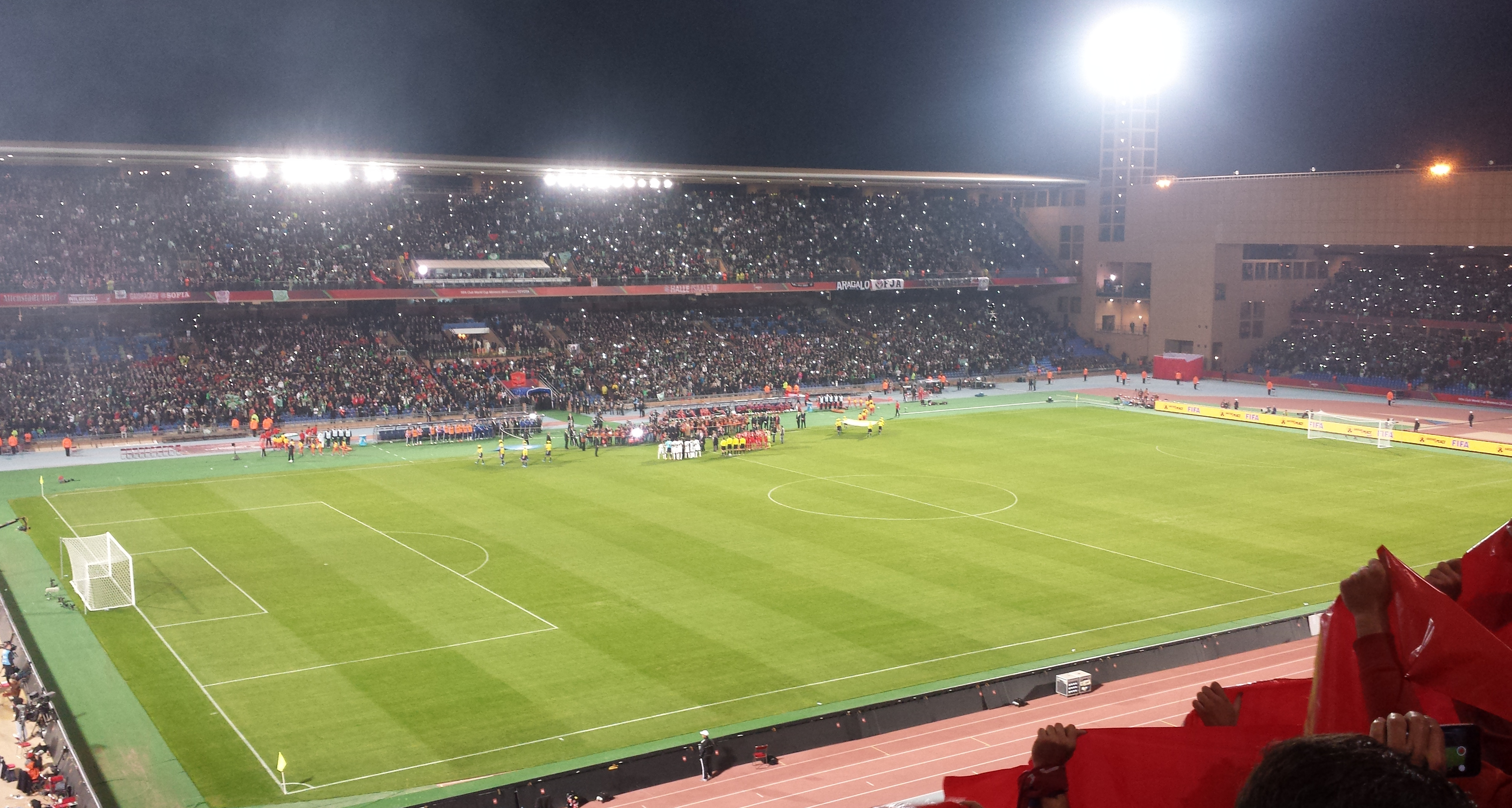
Supporters du Raja lors de la finale de la Coupe du monde des clubs contre le Bayern Munich (2013)

En novembre 2019, un groupe de jeunes de Jérusalem créent l'Association des fans du Raja en Palestine. Mohammed Ghaith, l'un des membres fondateurs, déclare : « Notre plan est d'organiser des rassemblements pour les fans de Raja à Jérusalem pour regarder les matchs importants de l'équipe, en plus de diverses autres activités qu'on veut organiser. ».
Le 24 février 2022, le gouvernement a annoncé la réouverture des stades devant le grand public après une rencontre entre Aziz Akhannouch et Fouzi Lekjaa. Le premier club à bénéficier du retour des supporters en Ligue des champions est le Raja qui croisera le fer avec le Horoya AC le 25 février au Stade Mohamed-V après deux ans de huis-clos.
Les groupes Ultras annoncent le boycott du match dans un communiqué publié dans la soirée du 24 février. Les Green Boys et Ultras Eagles ont dénoncé « l’improvisation » autour de l’annonce de réouverture des stades, faite quelques heures avant par le gouvernement, et la revue à la hausse des prix des billets, précisant que leur retour au stade sera reporté. Ainsi, quelque 10 000 supporters ont assisté à la victoire du Raja grâce au but de Mohsine Moutouali (1-0).

## Groupes

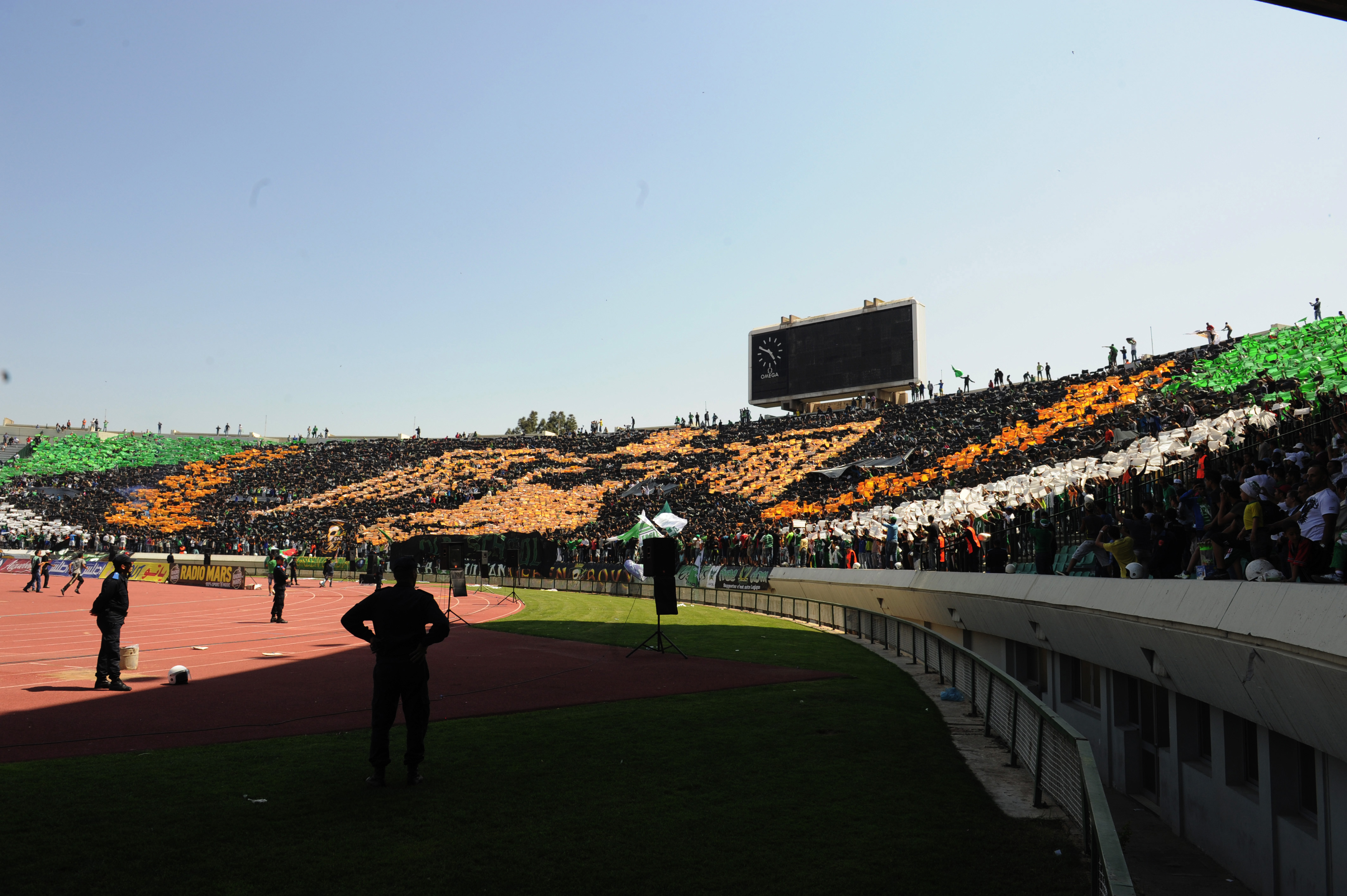
Tifo de l'aigle en or (2011)

### Groupes Ultras
| Nom                    | Abréviation | Emplacement au Stade Mohammed V |
| ---------------------- | ----------- | ------------------------------- |
| Ultras Green Boys 2005 | UGB05       | Portes 13 et 15 - Magana        |
| Ultras Eagles 2006     | UE06        | Portes 11 et 9 - Magana         |
|                        |             |                                 |

### Groupes Ultras dissous
| Nom                           | Abréviation | Date de création | Date de dissolution |
| ----------------------------- | ----------- | ---------------- | ------------------- |
| Ultras Curva Sud              | UGG         | 2006             | 2013                |
| Ultras Freedom                | UF          | 2006             | 2015                |
| Groupe supporters Derb Sultan | GDS         | 2006             | 2020                |

## Réseaux sociaux et médias
Les supporters du Raja sont très actifs sur les réseaux sociaux, des centaines de pages et de chaînes relatent diverses photos, vidéos et actualités du club.
Le Raja possède des comptes officiels sur plusieurs réseaux sociaux, qui sont d'ailleurs tous, les plus suivis pour un club sportif sur le plan national et maghrébin :
- La page Facebook avec +6,2 millions de likes[17].
- Le compte Instagram avec +3 300 000 abonnés[18].
- La chaîne Youtube avec +560 000 abonnés et +66 000 000 de vues[19].
- La page Twitter avec +990 000 followers
- Le compte TikTok avec +650 000 followers

Ces données font donc du Raja, l'équipe la plus suivie au Maroc, la 45éme au monde selon Digital Sports Media (en 2023), et la troisième plus populaire en Afrique après Al Ahly SC et Zamalek SC.